# Coupe Mitropa 1984-1985
Navigation
Édition précédente Édition suivante
La Coupe Mitropa 1984-1985 est la quarante-cinquième édition de la Coupe Mitropa. Elle est disputée par quatre clubs provenant de quatre pays européens. Le NK Iskra Bugojno remporte le titre.

## Compétition
| Rang | Équipe                         | Pts | J | G | N | P | Bp | Bc | Diff |  | Résultats (▼ dom., ► ext.)     |     |     |     |     |
| ---- | ------------------------------ | --- | - | - | - | - | -- | -- | ---- |  | ------------------------------ | --- | --- | --- | --- |
| 1    | NK Iskra Bugojno               | 8   | 6 | 3 | 2 | 1 | 9  | 3  | +6   |  | NK Iskra Bugojno               |     | 2-0 | 1-0 | 4-0 |
| 2    | Atalanta Bergamasca Calcio     | 7   | 6 | 2 | 3 | 1 | 5  | 5  | 0    |  | Atalanta Bergamasca Calcio     | 1-0 |     | 0-0 | 2-2 |
| 3    | TJ Baník OKD Ostrava           | 5   | 6 | 1 | 3 | 2 | 2  | 3  | -1   |  | TJ Baník OKD Ostrava           | 1-1 | 0-0 |     | 1-0 |
| 4    | Békéscsabai Előre Spartacus SC | 4   | 6 | 1 | 2 | 3 | 5  | 10 | -5   |  | Békéscsabai Előre Spartacus SC | 1-1 | 1-2 | 1-0 |     |